# Moronacocha
Para el cuerpo de agua, véase Lago Moronacocha.
Moronacocha es un pueblo satélite ubicado en el área metropolitana de Iquitos, Perú, y fue fundada el 12 de junio de 1943.
Este, cuenta con diversos tipos de servicios, así como también es un lugar para desarrollar el turismo, por parte de su Lago Moronacocha. Este lugar tiene una población de aproximadamente 9,000 a 15,000 habitantes, quienes se dedican a diversas actividades para su desarrollo, como la pesca, cerámica (de barro, tallados de madera, entre otros.)

## Planes para el Futuro
En los próximos años podría convertirse en el quinto distrito de Iquitos, el plan ya está siendo evaluando por el Gobierno Regional de Loreto.
- Datos: Q5695750